# Сумароков, Пётр Панкратьевич
 Пётр Панкратьевич Сумароков  (1693—1766) — полковник, действительный тайный советник, главный судья канцелярии конфискации при Елизавете Петровне. Отец поэта и драматурга Александра Петровича Сумарокова.

## Биография
Родился 29 июня (9 июля) 1693 года. Сын стряпчего с ключом Панкратия Богдановича, крестник императора Петра I. В 1711 году поступил на службу из школы солдатом в Нарвский пехотный полк, в том же году переведён драгуном в Луцкий драгунский полк, где был произведён в капралы и унтер-офицеры. В 1712 году произведён в прапорщики и в том же году — в поручики в Вологодский драгунский полк.
В 1722—1724 годах был пажом при государыне Екатерине Алексеевне; в 1726—1728 годах капитаном служил в Кавалергардском корпусе. Из-за повреждения руки был отправлен в отставку с производством в майоры. В отставке был до 1732 года, когда военной коллегией он был назначен сначала майором в Каргопольский драгунский полк, затем написан подполковником в Ландмилицкий Старооскольский полк Украинского корпуса, а в 1735 году произведён в полковники. Во время своей службы Сумароков был на Пелкинской баталии, на акциях под Борго, под Пое-киркой, под Абофорсом, под Финби-киркой, под Нерпис-киркой. В начале 1737 года попросил об увольнении его от военной службы по болезни; по свидетельству докторов Сумароков был «одержим гипохондрической болезнью», от которой участилось сердцебиение. По заключению врачей Сумароков не мог нести военную службу и 23 мая 1737 года он был уволен от военной службы, с производством в статские советники.
В том же году он был назначен в Московскую контору конфискации. В 1742 году произведён в действительные статские советники и назначен вице-президентом Коллегии экономии, в 1760 году произведен в тайные советники. 17 июня 1762 года по прошению Сумароков был уволен с должности главного судьи канцелярии конфискации в отставку, с награждением чином действительного тайного советника.
Скончался 16 (27) декабря 1766 года в Москве и погребён внутри церкви Николая Чудотворца на Столпах; на западной стороне в церкви находится надпись: 

Пред сею надписью вкось налево от стены одна четверть погребено тело действительного тайного советника и кавалера Петра Панкратьевича Сумарокова, который родился в 1693 году июня 29 дня, преставился в 1766 году декабря в 16 день, пополудни во 2-м часу, прожив в суетном сем мире 73 года 5 месяцев и 17 дней.
Был женат на Прасковии Ивановне Приклонской (ок. 1698 — 23 апреля 1784). У них было трое сыновей (Василий, Александр, Иван) и шесть дочерей.